# Peter Scherber
Peter Scherber, nemški slovenist, literarni zgodovinar in prevajalec, * 4. september 1939, Eberswalde, Nemčija.
V slovenističnih razpravah obravnava vpliv nemške literature na začetke slovenske, periodizacijska vprašanja, Ivana Cankarja, slovenski ekspresionizem, sonet in sonetni venec. Avtor številnih geselskih člankov o slovenskih literarnih ustvarjalcih v Kindler Literatur Lexikon, Lexikon der Weltliteratur, Dictionary of Literary Biography in Brockhaus Lexikon.
Prevaja slovensko prozo: Branko Hofman, Boris Pahor, Rudi Šeligo, Lojze Kovačič, Maja Novak, Mojca Kumerdej idr.; liriko: Tone Škrjanec, Miklavž Komelj, Peter Semolič, Primož Čučnik, Esad Babačič idr.; in dramatiko: Dane Zajc, Rudi Šeligo, Vitomil Zupan, Andrej Hieng, Milan Jesih idr.

## Življenje
Rojen kot Wulf-Peter Scherber. Februarja 1961 maturiral na klasični gimnaziji Ludwiga Georga (Ludwig-Georgs-Gymnasium) v Darmstadtu. Med letoma 1961 in 1969 študiral slavistiko in sociologijo na Goethejevi univerzi (Johann-Wolfgang-Goethe-Universität) v Frankfurtu na Majni. Njegovi profesorji so bili Anton Slodnjak, Alfred Rammelmeyer, Olexa Horbatsch, Dimitrij Tschižewskij (slavistika); Theodor Adorno, Ludwig von Friedeburg, Jürgen Habermas, Max Horkheimer, Alexander Mitscherlich, Walter Rüegg in Carlo Schmid (sociologija). 11. februarja 1970 študij zaključil z doktorsko disertacijo.
Od 1970 zaposlen kot asistent na Oddelku za slovansko filologijo na univerzi Georga Augusta v Göttingenu (Seminar für Slawische Philologie der Georg-August-Universität Göttingen). 1981 končal tečaj usposabljanja za znanstvenega dokumentalista na Lehrinstitut für Dokumentation (LID) v Frankfurtu na Majni. Od 1983 zaposlen pri Družbi za znanstveno obdelavo podatkov v Göttingenu (Gesellschaft für wissenschaftliche Datenverarbeitung mbH Göttingen (GWDG)), ki je visokošolski računalniški center univerze v Göttingenu in računalniški center družbe Max Planck obenem. V poletnem semestru 1986 se je habilitiral na univerzi Georga Augusta v Göttingenu. 23. septembra 1992 imenovan za izrednega profesorja in na tem delovnem mestu ostal vse do leta 2003.
Aktivno se je udeleževal mednarodnih konferenc, predvsem simpozija Obdobja (tudi kot član programskega odbora). 1996 in 2004 predavateljsko gostoval v Ljubljani. V zimskem semestru 1989/90 gostujoči docent na univerzi v Oldenburgu. Med letoma 2004 in 2011 gostujoči profesor za slovenščino na univerzi na Dunaju.
Od leta 2003 živi kot nemški državljan na Dunaju. Junija 2025 je bil izvoljen za dopisnega člana SAZU.

## Delo
1970 je doktoriral z disertacijo o slovenski elegiji (objavljena 1974), za katero je decembra 1970 od Südosteuropa Gesellschaft, nemške znanstvene družbe za jugozahodno Evropo, prejel nagrado.  Na Oddelku za slovansko filologijo na univerzi Georga Augusta v Göttingenu začel predavati slovenistiko, slavistiko in rusistiko. Bil tudi zadolžen za izgradnjo kataloga slavistične strokovne literature.  
1977 je v Mariboru objavil prvi slovanski računalniško izdelan in lematiziran konkordančni slovar (Slovar Prešernovega pesniškega jezika).
1983 se je zaposlil pri Družbi za znanstveno obdelavo podatkov, kjer je postal vodja novoustanovljene delovne skupine za razvoj uporabnega programja, namenjenega obdelavi nenumeričnih podatkov, in jezikovno usmerjene umetne inteligence. Kasneje sodeloval pri pionirskem projektu razvoja tehnologije za optično prepoznavanje teksta (OCR). Na to temo pripravljal tečaje in predavanja.
1986 se je na univerzi Georga Augusta v Göttingenu habilitiral z literarnosociološkim delom o ruskem pisateljskem društvu Pereval. Do poletnega semestra 2003 izmenično predaval slovenistiko, računalniško literarno znanost in rusistiko. V sedemnajstih letih dela kot habilitiran univerzitetni učitelj poleg stalne službe v računalniškem centru in na Oddelku za slovansko filologijo sodeloval tudi pri preverjanjih znanja na vseh stopnjah (izpitih, magistrskih izpitih, doktorskih disertacijah, habilitacijah) in bil mentor številnim absolventom.
Od 1994 se je vedno bolj posvečal delu z informacijami. Njegovi večji projekti so bili s področja bibliotekarskih in dokumentacijskih informacijskih sistemov ter vzpostavitev centralnih strežnikov za univerzo v Göttingenu in družbo Max Planck.
1. julija 2006 se je upokojil. Znanstveno se še vedno udejstvuje na področju slovenske literarne znanosti in prevaja iz slovenščine v nemščino.

## Izbrana znanstvena bibliografija
- Die slovenische Elegie. Studien zur Geschichte der Gattung. 1779–1879. (Wiesbaden 1974).(COBISS)
- Slovar Prešernovega pesniškega jezika. (Maribor 1977).(COBISS)
- Pereval. Zu Geschichte und Organisationsstruktur einer literarischen Vereinigung (1923–1932). (v rokopisu, 1986).
- Literarna črtica kot tipična oblika kratke proze v obdobju Moderne. (23. številka zbornika Obdobja, Ljubljana 2006).(COBISS)

## Izbrani prevodi
- Branko Hofman: Noč do jutra (Nacht bis zum Morgen, München 1983).(COBISS)
- Rudi Šeligo: Uslišani  spomin (Erhörte Erinnerung, v knjigi: Abba. Auswahl aus Erzählungen, Ljubljana 1996).(COBISS)
- Boris Pahor: Spopad s pomladjo (Kampf mit dem Frühling, Stuttgart 1997).(COBISS)
- Lojze Kovačič: Resničnost (Wirklichkeit, v knjigi: Lojze Kovačič. Fragmente der Realität - Fragments de la réalité, Ljubljana 2001).(COBISS)